# Transit (satèl·lit)

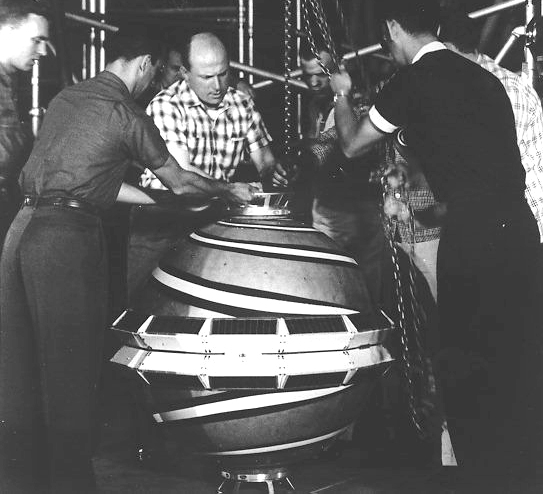
Satèl·lit Transit-1A.

El sistema TRANSIT, també conegut com a NAVSAT (Navy Navigation Satellite System), va ser el primer sistema de navegació per satèl·lit en funcionar. En la seva primera etapa, va ser utilitzat per la marina dels EUA per aconseguir informació precisa per al llançament de míssils submarins i per a la navegació dels vaixells i submarins, també es va utilitzar per a estudis topogràfics, geotècnics i hidrogràfics.
Dies després del llançament de l'Spútnik (URSS - 4 octubre de 1957), els científics George Weiffenbach i William Guiera volien determinar l'òrbita de l'Spútnik analitzant l'efecte doppler en els senyals de ràdio, aleshores, es va suggerir que si es podia predir la posició del satèl·lit, l'efecte doppler es podria utilitzar per localitzacions a la terra.
Des dels satèl·lits del sistema TRANSIT es transmeten dos senyals portadors (UHF) periòdicament (cada dos minuts). Les incidències de l'òrbita i correccions del rellotge s'actualitzen dues vegades al dia, amb aquesta informació es calcula la posició del satèl·lit a al llarg del temps. En utilitzar dos senyals es redueix el nombre d'errors. Aquest sistema, va fer possible la sincronització dels rellotges a tot el món amb una precisió de 50 microsegons.
La informació que permet al receptor obtenir la informació de la localització d'un objecte és per l'efecte Doppler (aparent canvi de freqüència d'una ona produït pel moviment de la font respecte a la seva observador). El senyal viatja a 17.000 mph, el que podrà incrementar com a molt la freqüència del senyal en 10 kHz, aquest efecte és únic per a cada ubicació dins de la línia de visió del satèl·lit
Calcular la localització òptima del receptor és un procés força complex, amb successius ajustos i actualitzacions de l'objecte a localitzar. Si el receptor està en moviment, també es produiran desajustaments i pèrdues de precisió en l'efectivitat de la localització. La precisió de la mesura es veu influïda també per la precisió del rellotge.
La transmissió es produeix en 150 i 400 MHz, s'utilitzen aquestes dues freqüències per minimitzar l'efecte de la ionosfera sobre els senyals i així aconseguir una localització més precisa.
En un primer moment, només es podia realitzar les localitzacions mentre que el satèl·lit es trobés a l'horitzó visible amb la porció terrestre a analitzar, això significava que des havia zones que trigaven a rebre noves dades fàcilment més de dues hores.
Aquest sistema va ser pioner en molt de les seves característiques, com ara la correcció per l'efecte de la ionosfera, els detectors solars d'altitud del que va suposar grans avenços en moltes àrees de la ciència.
El llançament d'aquest satèl·lit va suposar també en la millora d'altres sistemes com els microprocessadors, aconseguint millores en aquests tant en grandària, computació i altres característiques (per exemple el AN/UYK-1, instal·lat en els submarins de la marina americana).
Encara avui, el llegat de Navsat, es pot veure en l'aplicació de moltes innovacions i descobriments científics com a sistemes d'estabilització, coneixements de camp gravitacional de la terra i aplicació biomèdiques com marcapassos recarregables o desfibriladors ...
Aquest sistema es va quedar obsolet després de l'aparició del GPS (Global Positioning System), ja que les millores electròniques permetre al sistema GPS realitzar mesures i càlculs de manera molt més eficient, per això el sistema NAVSAT va deixar d'estar en funcionament l'any 1996.